# Palača Cindro u Splitu
Palača Cindro je palača hrvatske plemićke obitelji Cindro, sagrađena u 17. stoljeću. Nalazi se na adresi Krešimirova 3-5, Split, u ulici koja vodi od Peristila do Pjace.

## Opis
Barokna palača s četiri krila koja zatvaraju unutrašnje pravokutno dvorište građena je u 17.st. za staru splitsku plemićku obitelji Cindro. Zadržala je osnovnu prostornu organizaciju; unutrašnje kamenom popločano dvorište, ali i osnovne horizontalne i vertikalne komunikacije u interijeru u kojemu se ističe stubište u predvorju, te velike dvorane s obnovljenim drvenim stropovima na prvom i drugom katu prema Krešimirovoj ulici. Kruna bunara s grbom obitelji Cindro, najvjerojatnije iz dvorišta palače, pohranjena je u Arheološkom muzeju u Splitu. Među splitskim baroknim palačama, koncepcijom reprezentativnog pročelja i prostornom organizacijom, palača Cindro najviše se približila venecijanskim uzorima.

## Zaštita
Pod oznakom Z-5712 zavedena je kao nepokretno kulturno dobro - pojedinačno, pravna statusa zaštićena kulturnog dobra, klasificirano kao "profana graditeljska baština".